# Germaine Greer
Germaine Greer (pronunciación en inglés: /ɡrɪər/; Melbourne, 29 de enero de 1939) es una académica, escritora y locutora australiana reconocida por ser una de las representantes de la segunda ola del feminismo más importantes de la segunda mitad del siglo XX.
Greer está especializada en Literatura Inglesa y Literatura Femenina y es autora de varios libros mundialmente aclamados. Ha sido profesora en Inglaterra en la Universidad de Warwick y el Newnham College, Cambridge y en los Estados Unidos en la Universidad de Tulsa. Vive en Reino Unido desde 1964 y, desde la década de los 90, vive de manera intermitente entre Queensland, Australia, y su casa en Essex, Inglaterra.
Las ideas de Greer generaron controversia desde la publicación de su primer libro La mujer eunuco (The Female Eunuch), que fue uno de los más vendidos durante la década de 1970 en que se publicó. Este libro convirtió el nombre de Greer de desconocido a mundialmente criticado y a la vez adorado. En su obra, Greer presenta una deconstrucción sistemática sobre las ideas de qué significa ser mujer y el concepto de feminidad, argumentando que las mujeres son forzadas a ser sujetos sumisos para satisfacer las fantasías masculinas sobre qué implica ser mujer y que debería hacer una mujer.
Los siguientes trabajos de Greer versan sobre literatura, feminismo y medio ambiente. Ha escrito más de veinte libros, siendo los más importantes Sexo y Destino (1984), El cambio (1991), La mujer completa (1999), y The Beautiful Boy (2003). En su libro de 2013, White Beech: The Rainforest Years, se sale de sus temáticas principales de su obra para explicar los esfuerzos llevados a cabo en la rehabilitación del área de los bosques húmedos en Numinbah Valley, Australia. Además de su trabajo académico y su activismo, ha sido una prolífica columnista en los periódicos The Sunday Times, The Guardian, The Daily Telegraph, The Spectator, The Independent, y The Oldie, entre otros.
Su habilidad para comunicar su propia experiencia sobre el sexo lésbico, la violación, el aborto, la infertilidad, los matrimonios fallidos (confiesa sin pena haber estado casada durante sólo tres semanas), y la menopausia marcan su talento.
Greer es una feminista que se sitúa dentro del Movimiento de liberación de las mujeres (o Feminista Radical) más que en el feminismo de la igualdad. Su objetivo no es que las mujeres sean iguales a los hombres, lo que ella interpreta como una asimilación y "aceptar vivir las vidas de hombres que no son libres". "La liberación de las mujeres", escribe en La mujer completa (1999), "no es ver el potencial de la mujer en términos de lo que son los hombres actuales." En su lugar, Greer expone que esta liberación consiste en saber discernir las diferencias y en "insistir en tener una condición de autodefinición y autodeterminación". La autora ve como un obstáculo para la libertad de las mujeres no poder "definir sus propios valores, ordenar sus prioridades y decidir su propio futuro".

## Biografía

### Primeros años
Greer nació en Melbourne en 1939. Después de asistir a un convento, Star of the Sea Collage, en Gardenvale, Melbourne, obtuvo una beca de profesorado en 1956 y se matriculó en la Universidad de Melbourne, donde se le atribuyó el apodo de Germaine Queer (por tener pensamiento abierto de la homosexualidad), y se graduó en 1959 con honores. Entonces se mudó a Sídney donde se asoció con el Sydney Push, un grupo de intelectuales anarquistas que participan en la práctica de tener sexo libre sin estar casados.
Germain Greer dice que su asociación con el Sydney Push le ayudó a poder reconocer sus creencias, que no la convirtieron en una anarquista, pues ya lo era y el grupo le dio a saber por qué. Su participación en este grupo fue contraria de su asistencia en la universidad donde hablaban de arte, la verdad y la belleza y el argumento ad hominem. En lugar de lo anterior, los miembros del grupo reconocían que todo lo que se les enseñaba fue ideología y mentiras.
Mientras en Sídney, Greer profesaba en la Universidad de Sídney, recibiendo su Maestría de Artes en 1963 por un ensayo que escribió acerca de Lord George Byron. Un año después, el ensayo le ganó la beca Commonwealth Scholarship, que usó para fundar su doctorado en la Universidad de Cambridge en Inglaterra, donde se asoció como miembro con la universidad femenina de Newnham College. Durante sus años en la universidad, rehusó ceder a la censura. Hablaba sin pena ni vergüenza sobre los temas que la animaban incluyendo el de que se esperaba que las mujeres se pusieran sostenes de pecho muy pequeños para esconder sus pechos. Un tema de esta clase no se discutía en la década de 1960, cuando imperaba la opresión masculina.
Greer se asoció con la compañía de actuación amateur estudiantil, el Cambridge Footlights, que la lanzó a la escena de arte y los medios de comunicación en Londres. Con el pseudónimo de Dra. G, llegó a ser una contribuidora regular de la revista subterránea de Londres, OZ Magazine cuyo dueño era Richard Neville. Greer escribía sobre temas considerados pornográficos e inaceptables en aquella época.
Recibió su Ph.D. en 1968 por un ensayo acerca de las comedias tempranas de Shakespeare, y aceptó una carrera de inglés en la Universidad de Warwick. En el mismo año, en Londres, se casó con un periodista australiano, Paul du Feu, pero el matrimonio solo duró tres semanas y terminó en divorcio en 1973.

### Éxito
Después de su éxito en 1970 con su libro, The Female Eunuch, Greer se fue de Warwick en 1972 después de recorrer el mundo promoviendo su libro. Fue locutora en un show de comedia, Nice Time de Granada Television en el norte de Inglaterra con Kenny Everett y Jonathan Routh, compró una casa en Italia, escribió artículos en The Sunday Times, y luego pasó los siguientes años en África y Asia, que incluyó una visita a Bangladés para investigar la situación de las mujeres que habían sido violadas durante el conflicto con Pakistán.
En 1989, Greer regresó a Newnham Collage, Cambridge, como profesora especial pero se fue después de haber atraído publicidad negativa en 1996 por supuestamente “salir” con la Dra. Rachel Padman, una colega transexual. Greer opuso la aceptación a Padman en la Universidad sin éxito con razón de que ella había "nacido hombre" y la Universidad solo era para mujeres. Un artículo del 25 de junio de 1997 escrito por Clare Longrigg en The Guardian acerca del incidente, titulado “A Sister with No Fellow Feeling” (“Una hermana sin consentimientos”), desapareció de sitios de web por instrucciones de los abogados del periódico.
Greer mantuvo vínculos románticos con figuras como Federico Fellini o Warren Beatty.

### Acontecimientos en su vida

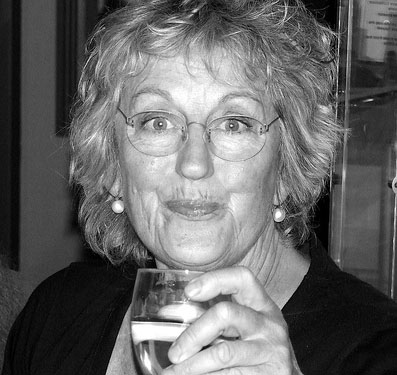
Germaine Greer

El 23 de abril de 2000, Greer fue secuestrada por Karen Burke, una estudiante de la Universidad de Bath de diecinueve años, quien había estado escribiendo cartas a Greer. Finalmente asaltó su hogar en Essex, la ató en la cocina, destrozó el contenido de la casa con un atizador y arrancó el teléfono de la pared. Al cabo de unas horas unos amigos con los que debía cenar Greer fueron a la casa donde forcejearon con Burke que le agarraba las piernas a Greer mientras gritaba “Mami, mami”. Burke fue encarcelada y condenada por asalto, y después sentenciada a dos años de libertad condicional. Greer no sufrió heridas de gravedad y en una conferencia con la prensa dijo “No estoy enfadada, no estoy deprimida, no estoy herida. Estoy bien. No he perdido mi sentido del humor. Yo no soy la víctima en este caso. Desde que publiqué The Female Eunuch cabía la posibilidad de que algún loco me atacara, a juzgar por la hostilidad de las cartas que recibía.”
En 2001, de nuevo atrajo la atención mediática por una propuesta para la Australia indígena. En 2004, el primer ministro australiano, John Howard, la nombró “elitista” y “condescendiente” después de que ella criticó a sus paisanos australianos como “demasiado relajados para que les importe un bledo.”
En enero de 2005, se anunció que Greer sería una de los ocho concursantes en el show inglés, Gran Hermano Celebrities (Big Brother Celebrities) una variante del Big Brother estadounidense. Después de cinco días en la casa de Gran Hermano se fue por el abuso constante de los productores del show, la basura de la casa, y la conducta de los demás concursantes que fueron a buscar publicidad.

## Obras
- Whitefella Jump Up: The Shortest Way To Nationhood (2004), Profile Books
- Chico, El - El Efebo En Las Artes (2004), Grupo Océano
- The Beautiful Boy (2003), Rizzoli
- Libraries (2003), Lemon Tree Press
- Shakespeare: A Very Short Introduction (2002), Very Short Introductions series, Oxford University Press
- One Hundred Poems by Women (2001), Faber and Faber
- The Whole Woman (1999), this edition 2000
- The Change : Women, Aging and the Menopause, this edition 1993 Books
- Daddy, We Hardly Knew You, 1989
- The Madwoman's Underclothes: Essays and Occasional Writings (1986), Atlantic Monthly Press
- Shakespeare (1986), Past Masters series, Oxford University Press
- Sex and Destiny: The Politics of Human Fertility (1984), this edition 1985, Olympic Marketing Corp
- The Obstacle Race: The Fortunes of Women Painters and Their Work (1980), 2001, Tauris Parke Paperbacks
- The Female Eunuch (1970) se ha traducido a ocho idiomas.